# Szilágyi Miklós (matematikus)
Szilágyi Miklós (Tasnád, 1940. október 13. – Marosvásárhely, 2019. augusztus 21.)  erdélyi magyar matematikus, egyetemi tanár, Szilágyi Pál testvére.

## Életpályája
1962-ben végzett a Babeș–Bolyai Tudományegyetem matematika szakán. 1962-től a marosvásárhelyi Tanárképző Főiskolán tanított annak felszámolásáig.
1962-től gyakornok, 1965-től tanársegéd, 1969-től adjunktus, 1977–1984 között pedig docens.
1984–1990 között a Bolyai Farkas Líceumban tanított. 1990–1992 között docens a marosvásárhelyi Műszaki Főiskolán. 1992-2005 között professzor a Petru Maior Egyetemen, 2001-től tanított a Sapientia Erdélyi Magyar Tudományegyetemen tanszékvezető egyetemi tanárként 2007-ig. Attól kezdve konzulens professzor.
1971-ben doktorált a kolozsvári Babeş–Bolyai Tudományegyetemen topológiából Gheroghe Pic professzor irányítása mellett.

## Munkássága
Kutatási területe az algebra körébe tartozik:  topológiai csoportok, Lie csoportok. 

### Könyvei
- Matematikai feladatgyűjtemény felvételizőknek (társszerző), 2002.
- Bazele matematicii (társszerző), 1997.

### Szakcikkei (válogatás)
- Sur certaines fonctions définies dans des algèbres universelles (Maurer I. Gyulával),  Math. Pannon. 6 (1995), no. 2, 199–202.
- About an infinite composition attached to a system of partial function in a topological Ω-group, Rev. Roumaine Math. Pures Appl. 23 (1978), no. 5, 799–805.
- About an interior interpretation of the notion of product in the category of U-groups, Rev. Roumaine Math. Pures Appl. 21 (1976), no. 8, 1125–1129.
- Some properties of the topological Ω-groups. II, Studia Univ. Babeş-Bolyai Ser. Math. Mech. 19 (1974), no. 1, 3–11.
- Some properties of topological Ω-groups. I, Studia Univ. Babeş-Bolyai Ser. Math.-Mech. 18 (1973), no. 1, 3–12.
- Sur les séries et les sommes définies dans certaines algèbres universelles topologiques (Maurer I. Gyulával), Rend. Ist. Mat. Univ. Trieste 5 (1973), 1–8.
- On ordered Ω-groups. Collection of articles dedicated to G. Călugăreanu on his seventieth birthday, Rev. Roumaine Math. Pures Appl. 17 (1972) 1439–1450.
- The interior sum in the category of topological Ω-groups, Rend. Mat. (6) 5 (1972), 463–471.
- Sur une équation de type Fredholm définie dans des algèbres universelles topologiques (Maurer I. Gyulával), Rend. Ist. Mat. Univ. Trieste 3 (1971), 200–206 (1972).
- Sur les produits filtrés de certains groupes topologiques (Maurer I. Gyulával), Rend. Sem. Mat. Univ. Padova 43 1970 247–259.
- L'étude de certains applications des groupes munis d'une topologie filtrante (Maurer I. Gyulával), Atti Accad. Naz. Lincei Rend. Cl. Sci. Fis. Mat. Natur. (8) 46 1969 515–522.
- Étude de certaines équations définies dans des algèbres universelles (Maurer I. Gyulával), Atti Accad. Naz. Lincei Rend. Cl. Sci. Fis. Mat. Natur. (8) 44 1968 733–740.
- Über ein unendliches Produkt von geordneten Systemen beliebiger Mächtigkeit in Operatorgruppen mit Untergruppentopologie  (Maurer I. Gyulával), Studia Univ. Babeş-Bolyai Ser. Math.-Phys. 13 1968 no. 1, 3–6.